# برادي باكستون
برادي باكستون هو سياسي أمريكي، ولد في 21 يناير 1947 في بانكروفت في الولايات المتحدة. نشط حزبياً في الحزب الديمقراطي.